# 池田潤 (ヘブライ語学者)
池田 潤（いけだ じゅん、1961年 - ）は、ヘブライ語学者、筑波大学理事・副学長・教授。専門は、聖書ヘブライ語・アッカド語を中心とするセム語学。

## 来歴
群馬県前橋市生まれ。1983年筑波大学第一学群人文学類卒業。1986年同大学院文芸・言語研究科修士課程修了、1995年テルアビブ大学大学院文化科学研究科Ph.D.。1996年関西外国語大学外国語学部助教授、2000年筑波大学文芸・言語学系講師、2003年助教授、2007年准教授、2009年教授。2013年筑波大学学長補佐室長。2018年	筑波大学大学執行役員（筑波会議担当）。2021年筑波大学副学長（企画評価・広報担当）、附属図書館長。2023年国立大学法人筑波大学理事・副学長（国際担当）。

## 著書
- 『ヘブライ文字の第一歩 読み方・書き方・覚え方』国際語学社 1994年
- 『ヘブライ語のすすめ』ミルトス 1999年
- 『楔形文字を書いてみよう読んでみよう 古代メソポタミアへの招待』白水社 2006年
- 『ヘブライ語文法ハンドブック』白水社 2011年

共著
- 『ユダヤ教思想における悪 なぜ,いま「悪」なのか』植村卍編著 小岸昭,赤井敏夫共著 晃洋書房 2004年

### 翻訳
- P.C.クレイギー『ウガリトと旧約聖書』小板橋又久共訳 教文館 1990年 聖書の研究シリーズ
- ドミニク・コロン『オリエントの印章』學藝書林 1998年 大英博物館双書 古代を解き明かす
- ポール・ジョンソン『ユダヤ人の歴史』石田友雄監修 阿川尚之,山田恵子共訳 徳間書店 1999年　のち文庫
- ピョートル・ビエンコウスキ,アラン・ミラード編著『図説古代オリエント事典 大英博物館版』池田裕,山田重郎監訳 山田恵子,山田雅道共訳 東洋書林 2004年